# Ordine Virtuti militari
L'Ordine Virtuti militari (latino per "al valore militare") è la più alta decorazione militare polacca attribuita per atti di coraggio compiuti di fronte al nemico. Venne creato il 22 giugno 1792 dal re Stanisław August Poniatowski ed è considerato una delle più antiche onorificenze militari tuttora in uso.

## Storia
Poco dopo la sua creazione, la Confederazione polacco-lituana venne sconfitta e la Polonia smise di esistere come nazione indipendente (1795). Le potenze vincitrici abolirono la decorazione e proibirono di indossarla. Da quel momento l'ordine è stato reintrodotto, rinominato o nuovamente abolito, rispecchiando fedelmente le vicissitudini dello Stato polacco. Nei secoli della sua esistenza sono stati decorate, oltre a migliaia di polacchi e personalità straniere, alcune città e un'unità navale, per atti di estremo valore in guerra. Dal 1989 non ci sono stati nuovi decorati.
L'ordine è suddiviso in cinque classi e viene attribuito sia per atti di eroismo che a comandanti per aver condotto con estrema bravura le sue truppe. L'Ordine può essere paragonato per la tipologia di atti compresa nelle motivazioni sia alla Victoria Cross, utilizzata dai paesi del Commonwealth, che alla Medal of Honor degli Stati Uniti.

## Classi
L'ordine dispone delle seguenti classi di benemerenza:
- Gran croce con stella (Krzyż Wielki z Gwiazdą): per il comandante in capo che abbia vinto una guerra, o per comandanti di gruppi di armate che abbiano conseguito la vittoria in diverse campagne militari.
- Croce di commendatore (Krzyż Komandorski): per comandanti di gruppi di armate o di fronte (in circostanze speciali anche comandanti di armata, divisione o brigata) per il coraggio mostrato durante un'azione con conseguenze importanti sul seguito del conflitto o per altri ufficiali che abbiano contribuito alla vittoria.
- Croce di cavaliere (Krzyż Kawalerski): per comandanti di unità fino al livello di esercito, per le capacità di comando, coraggio e iniziativa dimostrate. Anche per ufficiali di stato maggiore per la loro collaborazione con i comandanti nel conseguimento di una vittoria di una battaglia o di una guerra.
- Croce d'oro (Krzyż Złoty): per ufficiali o soldati, già decorati con la croce d'argento, che abbiano contribuito ad un importante successo in battaglia grazie al loro coraggio o all'eccellente capacità dimostrata al comando di una divisione o di unità minori.
- Croce d'argento (Krzyż Srebrny): per ufficiali che abbiano comandato valorosamente le proprie truppe o per soldati che con il loro coraggio abbiano influenzato i loro commilitoni contribuendo quindi alla vittoria finale in battaglia.

|                 |             |                    |                       |                       |
| Croce d'argento | Croce d'oro | Croce di cavaliere | Croce di commendatore | Gran croce con stella |

La croce d'argento può essere concessa anche ad intere unità militari o navali, a civili e a città.

## Insegne
- Il nastro è blu con due strisce nere.